# Further Seems Forever
Further Seems Forever foi uma banda norte-americana de rock formada em 1998, em Pompano Beach, Flórida e terminada em 2006. Ao longo da sua carreira a banda sofreu diversas alterações na sua formação, tendo sempre tido diferentes vocalistas nos três álbuns de estúdio editados. O vocalista original Chris Carrabba gravou para o primeiro álbum, The Moon is Down em 2001 depois de abandonar o frupo e formar Dashboard Confessional. Foi substítuido por Jason Gleason, antes pertencente a Affinity, que participu em 2003 no álbum How to Start a Fire. Gleason deixou a banda em 2004 devido a conflitos internos e foi substituído pelo vocalista de Sense Field, Jon Bunch que gravou no último disco da banda, Hide Nothing.
A música da banda é por vezes classificada de indie rock e frequentemente associada ao género emo. Foram também classificados como rock cristão, devido às crenças religiosas individuais de alguns membros, tendo inserido temas cristão nas letras e pela sua associação à gravadora cristã Tooth & Nail Records, bem como pela sua participação em festivais cristãos, tal como Cornerstone Festival.
Apesar destas associações a banda afirma não ser uma banda cristã, mas sim uma banda de rock com membros cristãos.

## História

### Formação e vocalista 1: Chris Carraba
A banda foi formada em 1998 em Pompano Beach, Flórida após ter rompido com a banda de hardcore cristão Strongarm. Os guitarristas de Strongarm Josh Colbert e Nick Dominguez, o baixista Chad Neptune e o baterista Steve Kleisath recrutaram o vocalista de Vacant Andys Chris Carrabba para formar Further Seems Forever. A primeira música lançada foi "Vengeance Factor" sob o selo de Deep Elm Records na compilação An Ocean of Doubt: The Emo Diaries, Chapter Four, que contribuiu para a associação do género emo da banda. O primeiro lançamento da banda foi o EP split com os também da Flórida Recess Theory intitulado From the 27th State, editado sob o selo Takehold Records, e rapidamente a banda ssinou contrato com a gravadora Tooth and Nail Records.
Em 2000, contudo, Carrabba começara a trabalhar no seu próprio projeto Dashboard Confessional e gravou o disco The Swiss Army Romance, essencialmente foi um lançamente demasiado pessoal para a banda Further Seems Forever. Por esta altura a banda debatia-se com problemas internos e dificuldades para organizar uma torné, tendo Dominguez uma família jovem e estava relutante em seguir em torné para fora dos estado. Este fato forçou o grupo a procurar alguns guitarristas que o substituissem. Após o regresso de uma torné a solo em Agosto de 2000, Carrabba anunciou que estava de partida da banda para se dedicar exclusivamente a Dashboard Confessional:
| “ | I knew the only chance I had to make it in the music scene was go out there and do all the legwork to push yourself and make yourself known...I was willing to do that and they weren't. They were playing music around their jobs, not as their jobs. It was like, if we're gonna be a band, let's be a band. This isn't going to happen by itself." | ” |

Apesar dessa decisão, Carrabba juntou-se à banda no mês seguinte para gravarem o seu álbum de estreia, The Moon is Down, lançado em 2001 sob o selo da Tooth & Nail. As relações entre ele e a banda mantiveram-se amigáveis, e Further Seems Forever iria mais tarde abrir os concertos para Dashboard Confessional em diversas vezes. Em 2005 a banda tocou numa reunião com Carrabba, interpretando The Moon is Down na sua totalidade.

### Vocalista 2: Jason Gleason
Após a saída de Carrabba, a banda recrutou Jason Gleason dos Affinity como seu vocalista. Com Gleason gravaram versões cover de "Say it Ain't So" e "Bye Bye Bye" para as compilações Rock Music: A Tribute to Weezer e Punk Goes Pop. Dominguez também deixou a banda para fundar a Pop Up Records. Ele continua a gerir a gravadora juntamente com Derick Cordoba, que o tinha substítuido na Further Seems Forever. Este alinhamento editou o segundo álbum, How to Start a Fire, lançado em 2003 e sendo seguido de uma torné nacional. No início de 2004, contudo, tendo o trabalho para o seu terceiro disco começado, o grupo sofreu nova saída, desta vez Jason Gleason. Em 2006 numa entrevista ele culpou a separação devido a "comportamentos completamente irracionais, falta de confiança, brigas, fúria e ciúmes. Uma relação muito pouco saudável."

### Vocalista 3: Jon Bunch e separação
Para o lugar de Gleason a banda escolheu o vocalista Jon Bunch da recentemente terminada Sense Field. Com Bunch editaram em  2004 o disco Hide Nothing e continuaram em torné internacional, atuando em conjunto com Sparta, Copeland e The Starting Line.
Em 2005, a banda voltou a juntar-se, e em Novembro desse ano anunciaram um hiato, com um regresso em Janeiro de 2006 com turnê pelos Estados Unidos e Canadá. Como Chad Neptune declarou:
| “ | As I sit here reflecting back on my time with FSF, saying to myself 'what happens when your dreams have come true already?' Well my answer is 'it probably wasn't my dream all along.' Sure maybe it was part of my calling but the truth is that making a family has been the goal ever since I can remember. My family is what I live for now and I am very glad to do so." | ” |

## Membros
- Chris Carrabba - vocal (1998-2001)
- Josh Colbert - guitarra (1998-2006)
- Nick Dominguez - guitarra (1998-2001)
- Steve Kleisath - bateria (1998-2006)
- Chad Neptune - baixo (1998-2006)
- Jason Gleason - vocal (2002-2004)
- Derick Cordoba - guitarra (2002-2006)
- Jon Bunch - vocal (2004-2006)

## Discografia
Álbuns de estúdio
- The Moon Is Down (2001)
- How to Start a Fire (2003)
- Hide Nothing (2004)